# Mary Shelley
Mary Shelley, nata Mary Wollstonecraft Godwin (Londra, 30 agosto 1797 – Londra, 1º febbraio 1851), è stata una scrittrice, saggista e filosofa britannica.

Firma di Mary Shelley

Figlia della filosofa Mary Wollstonecraft, antesignana del femminismo, e del filosofo e politico William Godwin, a 16 anni si dichiarò a Percy Bysshe Shelley, all'epoca già sposato, e i due fuggirono in Europa. A 18 anni scrisse quello che viene considerato il primo romanzo gotico di fantascienza, Frankenstein (Frankenstein; or, The Modern Prometheus), pubblicato nel 1818. Fu curatrice di diverse pubblicazioni postume del marito, che contribuì a far conoscere e comprendere.
Studi recenti si sono concentrati su opere meno conosciute dell'autrice, tra cui romanzi storici come Valperga (1823) e The Fortunes of Perkin Warbeck (1830), romanzi apocalittici come L'ultimo uomo (1826), e gli ultimi due romanzi, Lodore (1835) e Falkner (1837).
Altri suoi scritti meno conosciuti, come il libro di viaggi A zonzo per la Germania e per l'Italia (1844) e gli articoli biografici scritti per la Cabinet Cyclopedia di Dionysius Lardner (1829-46), contribuirono ad avvalorare l'opinione che Mary Shelley sia rimasta una politica radicale per tutta la sua vita. Le opere di Mary Shelley sostengono spesso gli ideali di cooperazione e di comprensione, praticati soprattutto dalle donne, come strade per riformare la società civile. Questa idea era una diretta sfida all'etica individualista-romantica promossa da Percy Shelley e alle teorie politiche illuministe portate avanti da William Godwin.

## Biografia

### Infanzia
Mary Wollstonecraft Godwin nacque a Somers Town, Londra, nel 1797, secondogenita di Mary Wollstonecraft, filosofa e promotrice dei diritti delle donne antesignana del femminismo, e primogenita del saggista e scrittore politico William Godwin. La madre morì di setticemia dodici giorni dopo aver messo al mondo la figlia. Godwin fu così lasciato solo con la piccola Mary e Fanny Imlay, figlia primogenita della Wollstonecraft, alla quale decise di dare il proprio cognome crescendola come fosse figlia propria. Un anno dopo la morte della moglie Godwin pubblicò Memorie dell'autrice della Rivendicazione dei diritti della donna (1798), con cui intendeva rendere omaggio al ricordo della moglie. Il contenuto dell'opera fu tuttavia considerato immorale a causa delle relazioni extraconiugali e dei figli illegittimi della Wollstonecraft, ripercuotendosi così sulla fama e sulle opere dell'autrice. Mary Godwin lesse queste memorie e le opere di Mary Wollstonecraft, il che contribuì a rinsaldare l'affetto di Mary nei confronti del ricordo della madre.

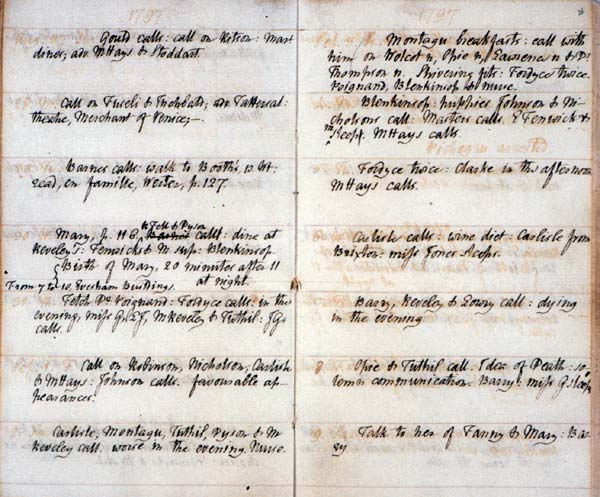
Diario di William Godwin che riporta la data di nascita di Mary (sulla colonna sinistra, quarta sezione) "Birth of Mary, 20 minutes after 11 at night"

I primi anni della vita di Mary furono felici, giudicando dalle lettere di Louisa Jones, governante e badante di William Godwin. Godwin tuttavia era spesso in debito e, convintosi di non essere in grado di badare da solo a due bambine, cambiò le sue idee sul matrimonio decidendo di contrarne un secondo; dopo due proposte fallite di matrimonio a due conoscenti Godwin sposò la sua vicina di casa Mary Jane Clairmont, una casalinga con due figli illegittimi avuti probabilmente da due diversi compagni, Charles Gaulin Clairmont e Claire Clairmont.
Molti degli amici di Godwin disprezzavano la nuova moglie, descrivendola spesso come una persona corrucciata e litigiosa, ma Godwin le era devoto e il matrimonio ebbe successo; la piccola Mary Godwin invece detestava la sua matrigna. Il biografo di Godwin, C. Kegan Paul, suggerì che forse la signora Godwin favoriva i propri figli a scapito di quelli della Wollstonecraft.

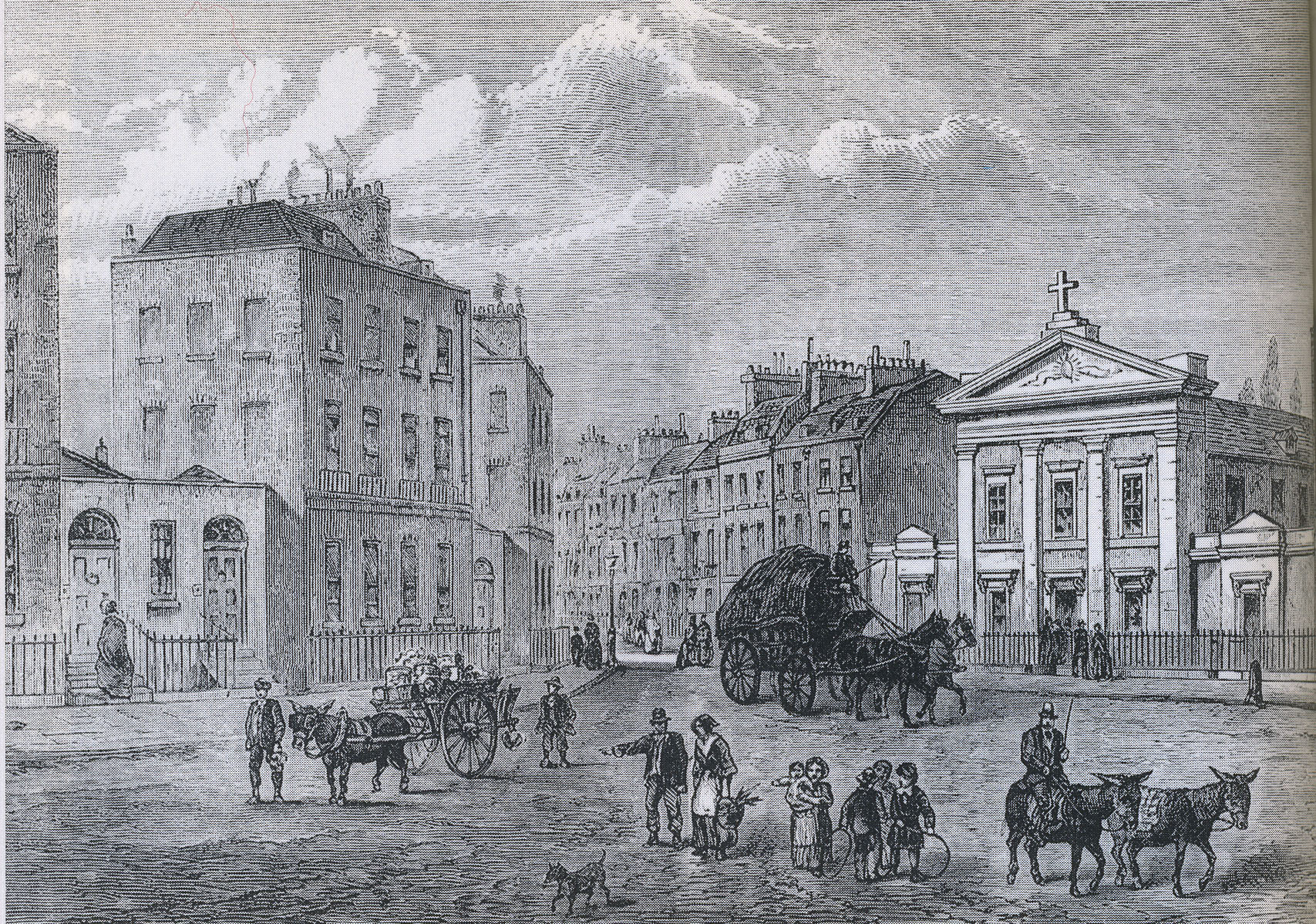
Il Polygon (sulla sinistra) a Somers Town, tra Camden Town e St Pancras, dove Mary nacque e trascorse la sua infanzia

Nel 1805, dietro suggerimento della moglie, i coniugi Godwin fondarono una casa editrice per l'infanzia, la Juvenile Library, che pubblicò opere come Mounseer Nongtongpaw (opera attribuita a Mary Shelley) e Tales from Shakespeare di Charles e Mary Lamb, oltre che le opere stesse di Godwin scritte sotto lo pseudonimo di Baldwin. La casa editrice però non fruttò guadagno, al punto che Godwin fu costretto a prendere in prestito una sostanziosa somma di denaro per tirare avanti. Godwin continuò a farsi prestare soldi per cercare di rimediare ai debiti contratti, peggiorando così la propria situazione finanziaria. Dal 1809 i suoi affari fallirono e lui si sentì "vicino alla disperazione". Si salvò dalla prigione grazie ad alcuni sostenitori delle sue teorie filosofiche tra i quali Francis Place, che gli prestò una considerevole somma di denaro.
Sebbene Mary Godwin avesse ricevuto poca istruzione formale, suo padre contribuì alla sua formazione anche in vari altri campi. Spesso portava i figli e le figlie in viaggi di istruzione, dava loro libero accesso alla biblioteca di casa e li faceva assistere alle visite di alcuni intellettuali, come Samuel Taylor Coleridge (Mary e Claire assistono alla lettura da lui fatta de La ballata del vecchio marinaio) e il futuro vicepresidente degli Stati Uniti Aaron Burr.
Godwin ammise di non essere d'accordo con le concezioni educative di Mary Wollstonecraft presenti nell'opera Rivendicazione dei diritti della donna (1792); nonostante ciò Mary Godwin ricevette un'istruzione inusuale e avanzata per una ragazza del suo tempo. Ebbe infatti una governante, un tutore ed ebbe l'opportunità di leggere i manoscritti dei libri per bambini redatti dal padre sulla storia greca e romana. Nel 1811 Mary frequentò per un periodo di sei mesi un college a Ramsgate. All'età di quindici anni suo padre la descriveva come "straordinariamente audace, piuttosto imperiosa e attiva di mente. Il suo desiderio di conoscenza è grande e la sua perseveranza in tutto ciò che intraprende quasi invincibile".
Nel giugno del 1812, Godwin mandò Mary a risiedere dalla famiglia radicale di William Baxter, amico del padre, vicino a Dundee, in Scozia. A Baxter scrisse: "Voglio che lei cresca (...) come un filosofo, anzi come un cinico." Vari studiosi hanno ipotizzato che il motivo di questo viaggio avesse a che fare con problemi di salute di Mary (Muriel Spark nella sua biografia di Mary Shelley ipotizza che la debolezza al braccio di cui Mary soffriva in certi periodi potesse derivare da motivi nervosi dati dai cattivi rapporti con la Clairmont), per allontanarla dalla sgradevole situazione finanziaria della famiglia, oppure per introdurla alle idee politiche radicali. Mary Godwin trascorse momenti felici a Baxter; il soggiorno fu però interrotto dal ritorno a casa con una delle figlie di Baxter nell'estate del 1813; sette mesi dopo però Mary vi ritornò, accompagnando l'amica, restandovi poi per altri dieci mesi. Nella prefazione di Frankenstein del 1831 Mary, ricordando con nostalgia quel periodo, scrisse: "A quel tempo scrivevo, ma nello stile più banale. Era sotto gli alberi del parco attorno alla nostra casa o sui pendii squallidi delle brulle montagne poco distanti, che le mie vere composizioni, i voli aerei della mia fantasia nascevano e crescevano."

### L'incontro e la fuga con Percy Bysshe Shelley

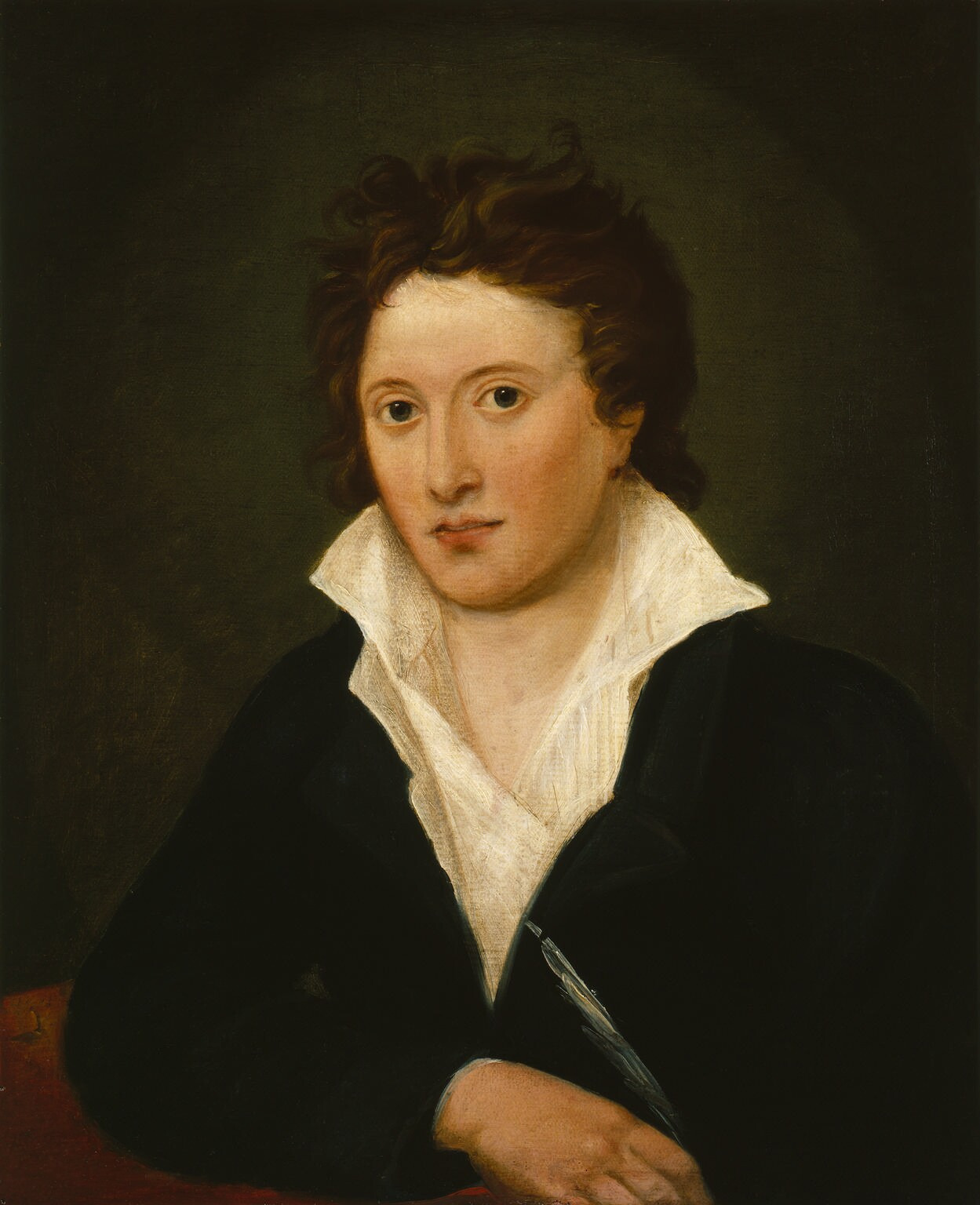
Ritratto di Percy Shelley eseguito da Amelia Curran (1819)

Mary incontrò per la prima volta il poeta e filosofo radicale Percy Bysshe Shelley nel periodo intercorso fra i due viaggi in Scozia. Il suo secondo rientro a casa avvenne il 30 marzo 1814: Percy Shelley era oramai, assieme a sua moglie Harriet Westbrook, ospite abituale di Godwin, che aiutava nel sanare i suoi debiti. Il radicalismo di Percy Shelley, e soprattutto le sue idee economiche apprese mediante la lettura del trattato Political Justice (1793) di Godwin, furono la causa dell'allontanamento dalla sua famiglia aristocratica: essa voleva infatti che Percy continuasse a seguire il tradizionale modello dell'aristocrazia terriera, mentre egli preferiva utilizzare la maggior parte del patrimonio familiare per aiutare i bisognosi. A causa di questo progetto di "Giustizia politica", Percy Shelley si ritrovava ad avere notevoli difficoltà ad accedere al patrimonio familiare; a causa di ciò, dopo diversi mesi di promesse, Shelley annunciò a Godwin, sempre in difficoltà economiche, che non poteva e non voleva risanare tutti i suoi debiti. A causa di ciò Godwin si arrabbiò e si sentì tradito dal discepolo.
Mary e Percy si incontrarono segretamente alcune volte presso la tomba di Mary Wollstonecraft, nel cimitero di Saint Pancras, dove si confidarono il loro amore (Muriel Spark nella sua biografia di Mary Shelley ipotizza che fosse il 27 giugno). Con grande scoramento di Mary, Godwin disapprovò questa unione e provò a ostacolarla per salvare la reputazione di sua figlia. All'incirca nello stesso momento, Godwin ebbe notizia dell'impossibilità di Shelley di saldare i prestiti che gli aveva concesso. Mary, che più tardi scrisse del suo "eccessivo e romantico attaccamento" al padre, si sentì confusa. Vedeva Percy Shelley come un'incarnazione delle idee riformistiche e liberali del 1790 dei suoi genitori, in particolare l'idea di Godwin del matrimonio come un "repressivo monopolio", idea che aveva argomentato nella sua edizione del 1793 di Political Justice ma che avrebbe in seguito rivisto. Il 28 luglio 1814 la coppia fuggì in segreto in Francia, portando con sé la sorellastra di Mary, Claire Clairmont. Il commento di Godwin fu "Entrambi mi hanno deluso".
Dopo aver convinto Mary Jane Godwin, che li aveva inseguiti fino a Calais, della loro intenzione di non ritornare a casa, il trio viaggiò verso Parigi e quindi, a dorso di mulo o di asino o su carrettini, attraversarono la Francia, recentemente dilaniata dalla guerra, fino a raggiungere la Svizzera. "Era come recitare un romanzo, divenire un romanzo vivente", scrisse Mary ricordandosene nel 1826. Viaggiando, Mary e Percy leggevano le opere di Mary Wollstonecraft e di altri autori come l'abate Barruel, tenevano un diario comune e continuavano le proprie scritture. A Lucerna a causa della penuria di denaro decisero tuttavia di tornare indietro. Costeggiarono il Reno raggiungendo via terra il porto di Maassluis (dove Mary scrisse l'abbozzo di un racconto mai terminato intitolato Hate), arrivando poi a Gravesend, nella contea inglese del Kent, il 13 settembre 1814. Tre anni più tardi, nel 1817, il diario di questo loro viaggio fu riadattato per essere pubblicato come opera narrativa dal titolo Storia di un viaggio di sei settimane (History of Six Weeks' Tour through a Part of France, Switzerland, Germany, and Holland, with Letters Descriptive of a Sail round the Lake of Geneva, and of the Glaciers of Chamouni), a cui Percy diede uno piccolo contributo.
La situazione in Inghilterra fu ricca di complicazioni, molte delle quali Mary non aveva previsto. Durante, o dopo il loro viaggio Mary era infatti rimasta incinta. Inoltre si ritrovarono di nuovo senza soldi e, con grande sorpresa da parte di Mary, suo padre si rifiutava di avere con loro il minimo contatto, sebbene poi accettasse senza troppi problemi del denaro da Percy. La coppia trovò alloggio assieme a Claire nei pressi di Somers Town e quindi a Nelson Square. Vissero questo periodo mantenendo il loro intenso programma di letture, leggendo il Caleb Williams di Godwin e di scrittura, ricevendo gli amici di Percy Shelley, come Thomas Jefferson Hogg e lo scrittore Thomas Love Peacock. A volte Percy si allontanava da casa per sfuggire ai numerosi creditori, rischiando a volte di finire in prigione. Le lettere scambiate dai due amanti in questo periodo rivelano la loro pena a causa della separazione forzata.
Incinta e spesso malata, Mary Godwin si trovò a far fronte alla gioia di Shelley per la nascita di Charles, figlio del poeta e di Harriet, e al rapporto sempre più difficile con Claire, la quale cominciò ad attirare l'attenzione della coppia perché si sentiva trascurata. Mary trovò parziale conforto in Hogg, che all'inizio non trovava molto simpatico ma che col tempo cominciò a considerare un amico. Percy spinse i due a diventare amanti in nome dell'ideale dell'amore libero; si suppone che Mary non abbia disprezzato l'idea, condividendo anche lei gli stessi ideali, ma non si hanno prove certe dell'attuazione di tale relazione. Uniche testimonianze sono gli affettuosi scambi epistolari fra Mary e Hogg, che comunque non chiariscono con esattezza la situazione. In pratica però Mary continuò ad amare Percy e non mise mai in dubbio il suo amore per lui, come del resto afferma chiaramente in una lettera diretta a Hogg: "So quanto mi ami e con quale tenerezza, e mi piace pensare che posso costituire la tua felicità. (...) ma la nostra ancora più grande felicità sarà in Shelley - che io amo così teneramente e interamente, la mia vita è nella luce dei suoi occhi e la mia intera anima è completamente assorbita da lui". Il 22 febbraio 1815 Mary diede alla luce una bimba prematura, Clara, che morì circa due settimane dopo. A seguito della morte della piccola, Mary contattò Hogg mediante una lettera, che in quel frangente si rivelò un buon amico:
La perdita della figlia precipitò Mary in una profonda depressione, spesso ossessionata proprio dalla visione della bimba; presto tuttavia si riprese ed entro l'estate si ristabilì. A seguito del risanamento delle finanze di Percy - seguito alla morte di suo nonno, sir Bysshe Shelley - la coppia trascorse un periodo di vacanza a Torquay e in seguito affittò una casa a due piani a Bishopsgate, vicino al parco di Windsor. Poco si sa di questo periodo, dato che il diario di Mary che va dal maggio 1815 al luglio 1816 è andato perduto; Percy scrisse il suo poema Alastor e il 24 gennaio 1816 nacque il secondo figlio di Mary e Percy, che fu chiamato William in onore di Godwin e soprannominato dalla coppia "Willmouse".

### Lago di Ginevra eFrankenstein

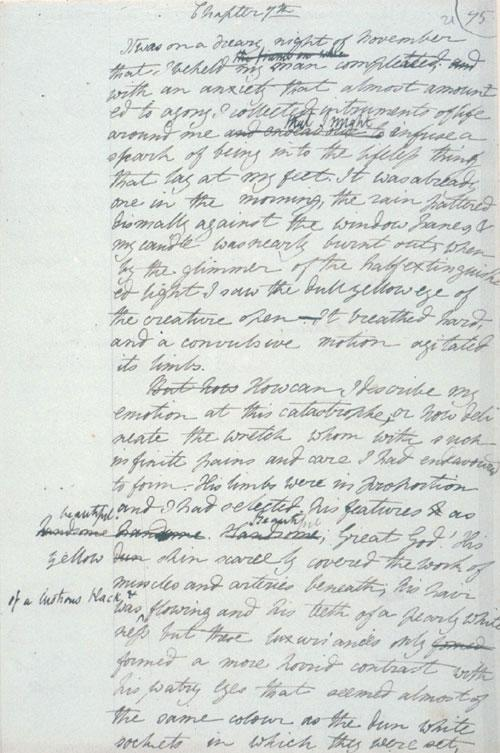
Manoscritto di Frankenstein ("It was on a dreary night of November that I beheld my man completed...")

Nel maggio 1816 Mary e Percy si diressero assieme al figlio verso Ginevra, accompagnati da Claire Clairmont. L'eruzione del vulcano Tambora, in Indonesia, avvenuta l'anno prima, causò temperature rigidissime, anche d'estate. I tre avevano pianificato di trascorrere l'estate con il poeta Lord Byron, che di recente aveva cominciato una relazione con Claire, la quale era rimasta incinta. Lo scopo di tale incontro era infatti quello di prendere decisioni sul da farsi nei confronti della creatura che stava venendo al mondo. Il gruppo raggiunse Ginevra il 14 maggio 1816, prendendo in affitto una casa chiamata Maison Chapuis nei pressi della villa in cui Byron risiedeva, Villa Diodati, vicino al villaggio di Cologny; Mary in quel periodo cominciò a definirsi "Signora Shelley". Byron, accompagnato dal medico John William Polidori, incontrò il gruppo il 25 maggio; trascorrevano le giornate scrivendo, andando in barca e parlando fino a notte fonda.
"Ma fu un'estate piovosa e poco clemente", ricorda Mary nel 1831, "la pioggia incessante ci costrinse spesso in casa per giornate intere". In queste giornate vari furono gli argomenti affrontati dalla compagnia: gli esperimenti condotti nel XVIII secolo da Erasmus Darwin, il quale affermò di esser riuscito a rianimare la materia morta, il galvanismo e la possibilità di ricomporre e ridare vita alle parti di un essere vivente. Sedendosi davanti al fuoco della casa di Byron, Villa Diodati, la compagnia si divertiva leggendo storie tedesche di fantasmi tradotte in francese e raccolte nell'antologia Fantasmagoriana. Byron propose poi un gioco: ognuno avrebbe dovuto scrivere una storia di fantasmi; poco tempo dopo Mary nel dormiveglia ebbe l'idea, che divenne il romanzo Frankenstein:
"Vedevo -a occhi chiusi ma con una percezione mentale acuta- il pallido studioso di arti profane inginocchiato accanto alla "cosa" che aveva messo insieme. Vedevo l'orrenda sagoma di un uomo sdraiato, e poi, all'entrata in funzione di qualche potente macchinario, lo vedevo mostrare segni di vita e muoversi di un movimento impacciato, quasi vitale. Una cosa terrificante, perché terrificante sarebbe stato il risultato di un qualsiasi tentativo umano di imitare lo stupendo meccanismo del Creatore del mondo."
Mary cominciò a scrivere la storia dandole l'impostazione di un racconto breve. Percy, dopo aver visto la prima bozza, la incoraggiò tuttavia a proseguire ed espandere il racconto in ciò che sarebbe divenuto il romanzo d'esordio di Mary: Frankenstein; ovvero il moderno Prometeo, pubblicato anonimo nel 1818. In seguito Mary definì il periodo svizzero come "il momento in cui passai dall'adolescenza all'età adulta."

### Bath e Marlow
Dopo il loro rientro a Londra a settembre Mary e Percy presero casa a Bath, sempre accompagnati da Claire, la quale prese dimora vicino a loro. Motivo principale di questo loro spostamento a Bath fu la speranza di riuscire a tenere nascosta la gravidanza, oramai evidente, di Claire. Quando erano ancora a Cologny, Mary aveva ricevuto lettere dalla sorella Fanny Imlay la quale si lamentava della propria "infelice vita"; il 9 ottobre Fanny scrisse una "lettera allarmante", che spinse Percy a correre da lei, ma oramai era troppo tardi. Il 10 ottobre Fanny fu trovata morta in una camera a Swansea con una bottiglietta di laudano e una lettera di suicidio:
Vi aveva rimosso la firma, probabilmente per rispetto al nome Godwin. Il suicidio fu tenuto segreto; Godwin sparse la voce che Fanny era morta di malattia in Irlanda e impedì a Mary di andare a farle visita. La reputazione di Fanny era così salva. Poco tempo dopo a questa si aggiunse un'altra disgrazia: il 10 dicembre infatti Harriet, moglie di Percy, fu trovata affogata nel Serpentine, un laghetto di Hyde Park a Londra. Come accadde per quello di Fanny, anche questo suicidio fu tenuto nascosto. I familiari di Harriet contrastarono il tentativo di Percy (appoggiato anche da Mary) di ottenere l'affidamento dei due bambini di Harriet. Gli avvocati di Percy, per favorire l'affidamento, gli consigliarono di sposarsi; così lui e Mary, di nuovo incinta, si sposarono il 30 dicembre 1816 nella chiesa di San Mildred, a Bread Street (Londra), alla presenza dei coniugi Godwin.
Il 13 gennaio 1817 nacque la figlia di Claire, Alba, ribattezzata poi da Byron Allegra nel 1818. Nel marzo dello stesso anno Percy fu dichiarato "moralmente inadatto a ottenere la tutela dei figli", che furono così affidati alla famiglia di un ecclesiastico del Kent. Nello stesso periodo gli Shelley, con Claire e Alba, traslocarono in una casa ad Albion, presso Marlow, nel Buckinghamshire, sulle rive del Tamigi. Qui il 2 settembre nacque la terza figlia di Mary, Clara Everina. A Marlow incontrarono Marianne e Leigh Hunt, lavorarono alle loro opere e discussero spesso di politica.
Nel maggio del 1817 Mary terminò di scrivere Frankenstein, che fu pubblicato anonimo nel 1818 con una prefazione scritta da Percy. Critici e lettori affermarono che Percy Shelley fosse il vero autore, probabilmente anche perché l'opera era dedicata a William Godwin. Fu proprio a Marlow che Mary sistemò le carte del viaggio del 1814, aggiungendoci degli appunti scritti in Svizzera nel 1816 e il poema di Percy Mont Blanc, pubblicando così nel 1817 Storia di un viaggio di sei settimane. Quell'autunno Percy si allontanò frequentemente da Londra per sfuggire ai creditori. La minaccia di prigione da parte dei creditori, la sua debole salute e la continua paura di perdere anche l'affidamento dei figli avuti con Mary spinsero la coppia a lasciare per sempre l'Inghilterra per raggiungere l'Italia. Il 12 marzo 1818 partirono, portando con loro anche Claire e Alba.

### Italia
Uno dei primi impegni che ebbe il gruppo una volta raggiunta l'Italia fu di portare Alba da suo padre Byron, che viveva a Venezia. Byron accettò di allevare ed educare la figlia, a patto che però Claire ne stesse alla larga; non voleva avere più niente a che fare con lei. Cominciarono così il loro viaggio in Italia, visitando molte città senza mai fermarsi troppo a lungo in un posto. Lungo la via fecero nuove amicizie e conoscenze, spesso viaggiando insieme al nuovo gruppo di amici. La coppia dedicava il proprio tempo alla scrittura, alla lettura, visitando le città, imparando la lingua e socializzando. L'avventura italiana fu comunque rovinata dalla morte di entrambi i figli di Mary: Clara morì per dissenteria a Venezia nel febbraio 1818, William morì invece di malaria a Roma nel giugno del 1819. Queste perdite gettarono Mary in una profonda depressione che la allontanò da Percy, il quale scrisse:

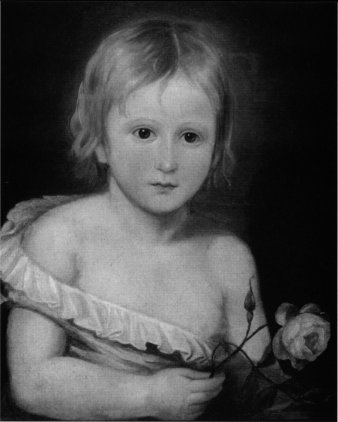
William Shelley, ritratto di Amelia Curran, 1819

Per un po' di tempo Mary trovò come unico conforto la scrittura. La nascita a Firenze di un altro figlio, Percy Florence, il 12 novembre 1819, la aiutò a riprendersi, sebbene Mary serbasse il ricordo dei propri figli sino alla fine della propria vita.
L'Italia consentiva agli Shelley, a Byron e agli altri esuli una libertà politica irrealizzabile in patria. Malgrado le perdite personali, diventò per Mary "un paese nel quale la memoria viene dipinta come il paradiso" Gli anni italiani furono intensi sia dal punto di vista intellettuale sia da quello creativo per entrambi i coniugi Shelley. Mentre Percy compose la maggior parte dei suoi poemi, Mary scrisse la novella semi autobiografica Matilda, il romanzo storico Valperga e le opere teatrali Proserpina e Mida.
Mary scrisse Valperga per aiutare la situazione finanziaria del padre, dato che Percy si rifiutò di assisterlo ulteriormente. In questo periodo era spesso malata e facilmente cadeva in depressione; inoltre fu costretta ad affrontare l'interesse di Percy verso altre donne come Sophia Stacey, Emilia Viviani e Jane Williams. Dato che Mary condivideva l'idea di Percy della non esclusività del matrimonio, decise di riorientare le proprie emozioni, rafforzando i legami fra gli uomini e le donne all'interno del loro circolo e in particolare si affezionò al principe Alessandro Mavrocordato, rivoluzionario greco, a Jane ed Edward Williams.
Nel dicembre 1818 gli Shelley si diressero verso Napoli, dove rimasero tre mesi, ricevendo come ospite soltanto un visitatore, un medico. Proprio a Napoli Mary trasse ispirazione per la realizzazione del romanzo apocalittico L'ultimo uomo. Nel 1820 si trovarono a dover affrontare le accuse e le minacce di Paolo e Elise Foggi, ex domestici che Percy aveva licenziato a Napoli dopo che la coppia Foggi si era sposata. I due avevano scoperto che il 27 febbraio 1819, a Napoli, Percy aveva registrato come figlio suo e di Mary una bambina di due mesi chiamata Elena Adelaide Shelley, affermando inoltre che la vera madre non fosse Mary, ma Claire. I biografi hanno offerto varie interpretazioni di questa vicenda: che Shelley avesse deciso di adottare una bambina del luogo per lenire il dolore di Mary dopo la perdita della figlia; che la figlia fosse sua e di Elise, oppure di Claire o di un'altra donna; o anche che la bambina fosse nata da una relazione di Elise con Byron. Mary Shelley affermò più volte che se Claire fosse stata incinta lei lo avrebbe certamente saputo, ma in realtà non è molto chiaro ciò che effettivamente Mary sapeva della situazione. Gli eventi di Napoli, città che Mary più tardi definì come un "paradiso abitato da demoni", rimangono avvolti dal mistero. L'unica cosa certa era che Mary non era la madre della bambina. Elena Adelaide Shelley morì a Napoli il 9 giugno 1820.
Nell'estate del 1822 Percy e Mary (nuovamente incinta) si diressero, assieme a Claire e Williams, a Villa Magni, a San Terenzo, nella baia di Lerici. Una volta sistematisi nella nuova dimora, il clima di tranquillità fu spezzato dall'annuncio della morte di Allegra, figlia di Claire, deceduta di tifo nel convento a Bagnacavallo in cui Byron aveva voluto educarla. Questo evento gettò sia Claire sia Mary in una profonda depressione. Mary Shelley era distratta e infelice nella ristretta e remota Villa Magni, nella quale si sentiva come in prigione. Il 16 giugno ebbe un aborto spontaneo e rischiò di morire. Percy intervenne prontamente, immergendo Mary in una vasca con ghiaccio per rallentare l'emorragia prima dell'arrivo del medico, salvandole così la vita. I rapporti fra Mary e Percy comunque non migliorarono durante l'estate e Percy trascorse molto più tempo con Jane Williams che non con la moglie debilitata. La maggior parte delle poesie che Percy scrisse erano rivolte a Jane e non a Mary.

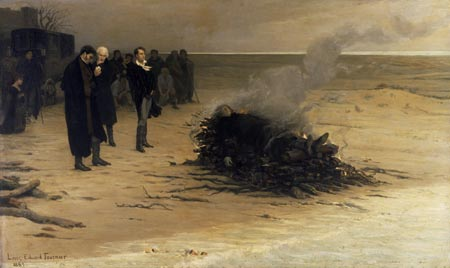
Il funerale di Percy Bysshe Shelley, dipinto di Louis Édouard Fournier

La vicinanza col mare permise a Percy Shelley e a Edward Williams l'occasione di divertirsi navigando con la loro nuova barca. La barca era stata progettata da Daniel Roberts e da Edward Trelawny, un ammiratore di Byron che aveva raggiunto il gruppo nel gennaio del 1822. Il 1º giugno 1822 Percy, Edward Williams e il capitano Daniel Roberts salparono diretti verso la costa di Livorno. Là Percy doveva discutere con Byron e Leigh Hunt sulla possibilità di avviare una rivista radicale chiamata The Liberal. L'8 luglio Percy e Edward salparono di nuovo, accompagnati dal marinaio Charles Viviani, per fare ritorno a Villa Magni. Non arrivarono mai a destinazione. Giunse a Villa Magni una lettera di Hunt per Percy datata all'8 luglio, in cui Hunt chiedeva come fossero riusciti a tornare a casa dato il brutto tempo il giorno della loro partenza. Mary e Jane Williams partirono subito verso Livorno e quindi alla volta di Pisa, con la speranza di trovare i mariti salvi. Dieci giorni dopo la partenza i tre corpi furono rinvenuti presso la costa di Viareggio. Trelawny, Byron e Hunt cremarono il corpo di Shelley sulla spiaggia di Viareggio, come disponeva la legge dell'epoca. Per volontà di Mary, durante il rogo furono versati sul corpo di Percy profumi, incensi e oli aromatici procurati da Byron, come avvenne durante il funerale di Miseno descritto nel sesto libro dell'Eneide. Una leggenda narra che Trelawny riuscì a sottrarre dalle fiamme il cuore di Percy che non bruciava e lo consegnò a Mary in una scatola di legno. Le spoglie di Percy furono mandate nel cimitero acattolico di Roma, vicino a quelle del figlio William.

### Rientro in Inghilterra, la carriera di scrittrice
Dopo la morte del marito Mary Shelley visse per un anno a Genova, affittando una casa con gli Hunt. Non fu un periodo facile per Mary: la situazione non le permetteva di dedicarsi alla scrittura, il suo unico conforto, inoltre scoprì che Hunt covava amarezza nei suoi confronti a causa del comportamento che ella aveva avuto nei confronti di Percy negli ultimi suoi giorni di vita. Ciò creò un senso di colpa in Mary, che cominciò a pentirsi e ad autoaccusarsi.

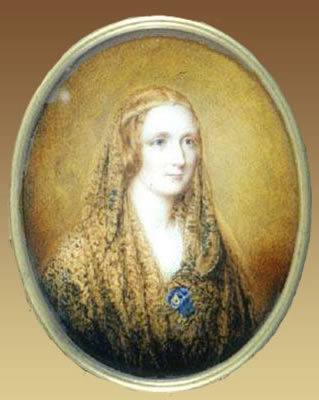
Ritratto di Mary Shelley compiuto da Reginald Easton, presumibilmente effettuato usando la maschera mortuaria (1857 circa)

Mary decise di vivere unicamente per suo figlio e per la scrittura, ma la sua situazione finanziaria era precaria. Il 23 luglio 1823 lasciò Genova per tornare in Inghilterra, dove visse per un breve periodo al nr. 195 dello Strand (Londra) assieme a suo padre e alla matrigna. Suo suocero, Sir Timothy Shelley, le offrì sostegno finanziario a patto di non pubblicare più nessun manoscritto del marito, di non usare il cognome da sposata "Shelley" come firma nelle sue pubblicazioni e di rinunciare alla custodia di suo figlio, che non avrebbe dovuto più avere contatti con lei.
Mary rifiutò la proposta e decise invece di investire in una carriera di scrittrice, in modo da potersi mantenere insieme al figlio.
Mary Shelley si occupò della revisione delle edizioni delle poesie di Percy, dato che possedeva molti manoscritti del marito e informazioni riguardanti le poesie che scrisse. Dedicò anche del tempo a dei tentativi letterari, preferendo però concentrare i suoi sforzi nel mantenimento del figlio. Sir Timothy però minacciò di bloccare la rendita al nipote se fosse stata pubblicata una biografia riguardo a suo figlio Percy. Nel 1826 Percy Florence divenne l'unico erede del patrimonio degli Shelley a causa della morte di Charles Shelley, il figlio che Percy ebbe con Harriet. Sir Timothy alzò l'assegno per Mary da 100 a 250 sterline l'anno, ma nonostante ciò le difficoltà economiche non mancarono. Mary poté comunque godere della compagnia degli intellettuali del circolo di Godwin, incontrando personalità come William Hazlitt, Charles Lamb e Samuel Taylor Coleridge; a causa però della sua povertà che non le permetteva di ricambiare l'ospitalità fu costretta a interrompere queste relazioni sociali. Dovette inoltre sopportare l'ostracismo di chi, come sir Timothy, disapprovava la sua relazione con Percy Shelley.
Nell'estate del 1824 Mary Shelley si trasferì a Kentish Town, nel Nord di Londra, vicino a Jane Williams. Il rapporto con Jane fu particolare: Mary le voleva molto bene (Muriel Spark nella sua biografia la definì come "un po' innamorata") e credeva di aver trovato una buona amica, mentre Jane più tardi la disilluse facendo circolare la voce che Percy preferisse lei a Mary, la quale non sarebbe stata capace di essere una buona moglie.
In questo periodo Mary fu impegnata nella stesura del romanzo L'ultimo uomo (1826), dove sono ben riconoscibili i ritratti di persone a lei care come il marito Percy e Lord Byron (morto nel 1824 a Missolungi). Nello stesso anno fece inoltre conoscenza dell'attore John Howard Payne che chiese a Mary di sposarlo nell'estate del 1825, ottenendo tuttavia un rifiuto. Payne accettò il rifiuto e tentò di fare da tramite fra lei e il suo amico Washington Irving, scrittore statunitense di successo che Mary ammirava; fra i due non ci fu mai una vera e propria relazione ma solo stima reciproca.
Nel 1827 Mary partecipò a un piano messo in atto per permettere alle sue amiche Isabel Robinson e Mary Diana "Doddy" Dods, scrittrice che pubblicava opere sotto lo pseudonimo di David Lyndsay, di cominciare una vita insieme in Francia come marito e moglie. Con l'aiuto di Payne, Mary riuscì a ottenere dei passaporti per la coppia. Nel 1828, quando si recò a Parigi per far visita alle amiche, Mary contrasse la variola vera. Guarì dopo diverse settimane, senza cicatrici ma perdendo la sua bellezza giovanile.
Durante il periodo 1827-40 Mary fu occupata sia come scrittrice sia come curatrice editoriale. Scrisse i romanzi The Fortunes of Perkin Warbeck (1830), Lodore (1835) e Falkner (1837). Contribuì ai cinque volumi di Lives' of Italian, Spanish, Portuguese, and French author della Lardner's Cabinet Cyclopedia. Scrisse storie per riviste femminili e cercò di risolvere i problemi economici del padre. Nel 1830 vendette i diritti di Frankenstein per una sua nuova edizione a Henry Colburn e Richard Bentley che lo pubblicarono nella collana Standard Novels. Dopo la morte del padre William Godwin, nel 1836, Mary cercò di scrivere una biografia su di lui, come egli stesso aveva desiderato nelle sue ultime volontà; il progetto fu però abbandonato dopo due anni. In tutto questo periodo continuò a lavorare alla raccolta delle poesie del marito, tentando di farne un'unica pubblicazione, dato che la fama di Shelley dopo la sua morte era aumentata. Nell'estate del 1838 Edward Moxon, genero di Charles Lamb, si propose per pubblicare le opere di Shelley. Mary pagò così 500 sterline per la loro pubblicazione sotto il titolo di Poetical Works (1838), nella quale, a causa dell'insistenza del suocero sir Timothy, non poté includere una vera e propria biografia. Mary riuscì comunque ad aggirare il problema aggiungendo delle note biografiche alle poesie in cui venivano narrati i contesti in cui Percy le compose.
Mary Shelley curò i suoi pretendenti con molta attenzione: nel 1828 ebbe una relazione con l'autore francese Prosper Mérimée; l'unica lettera che ci è giunta che lo riguarda sembra però aberrare la sua dichiarazione d'amore. Al ritorno di Edward Trelawny dall'Italia i due scherzavano su un loro eventuale matrimonio. La loro amicizia però venne alterata dal rifiuto da parte di Mary di collaborare alla stesura di una biografia su Percy (sempre a causa della minaccia di sir Timothy di togliere l'assegno annuale a Percy Florence): più tardi Trelawny si adirò per l'omissione di Mary della parte sull'ateismo nel poema di Shelley Queen Mab. Alcune informazioni che si ricavano dal diario di Mary dei primi del 1830 fanno supporre che avesse un'infatuazione per il politico radicale Aubrey Beauclerk; infatuazione che però terminò con il successivo matrimonio di Beauclerk.
La prima preoccupazione di Mary comunque fu sempre il benessere dell'unico figlio rimastole, Percy Florence. Onorò il volere del padre che Percy frequentasse una scuola pubblica e più tardi, con un piccolo aiuto da parte di sir Timothy, riuscì a iscriverlo a Harrow. A causa delle tasse elevate Mary si trasferì a Harrow, dove Percy Florence sarebbe stato uno studente non residente, con una conseguente riduzione della retta. Percy tuttavia si iscrisse in seguito al Trinity College di Cambridge, scegliendo gli studi di legge e politica, mostrando così di non aver ereditato il talento e le aspirazioni dei genitori.
Fu un figlio devoto alla madre e dopo aver lasciato l'università nel 1841 decise di andare a vivere con lei.

### Ultimi anni
Fra il 1840 e il 1842 madre e figlio viaggiarono insieme per il continente. Il viaggio sarà descritto nell'opera A zonzo per la Germania e per l'Italia (1844). Nel 1844 sir Timothy Shelley morì all'età di novant'anni, "cadendo dallo stelo come un fiore spampanato", come disse Mary a Hogg; per la prima volta Mary e suo figlio erano finanziariamente indipendenti, anche se l'eredità lasciata era inferiore a quella sperata.

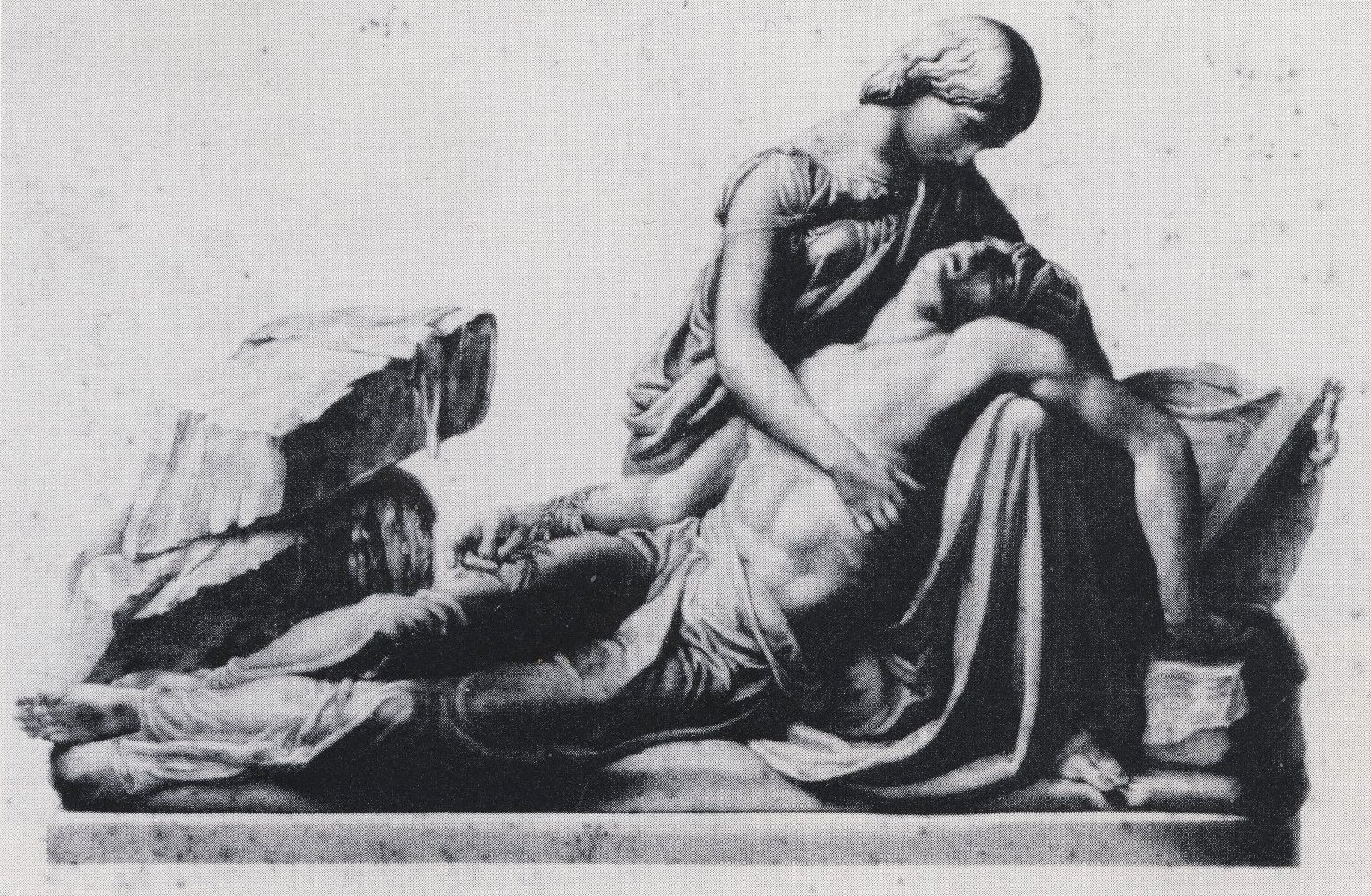
Monumento di Henry Weekes di Mary e Percy Shelley

Intorno al 1845 Mary finì sul mirino di tre diversi ricattatori. Il primo, un esule politico italiano chiamato Gatteschi, che Mary aveva già incontrato a Parigi, minacciò di pubblicare delle lettere che lei gli aveva scritto. Un amico di suo figlio la aiutò a recuperarle corrompendo un comandante di polizia e le lettere furono subito distrutte. Poco tempo dopo fu costretta ad acquistare delle lettere sue e di Percy Shelley (lettere probabilmente perse nel loro viaggio del 1814) da un uomo che si faceva passare per il figlio illegittimo di Byron, tale G. Byron. Infine, sempre nel 1845, Thomas Medwin, cugino di Shelley, minacciò di pubblicare una biografia molto compromettente di Percy se lei non avesse pagato la somma di 250 sterline; Mary rifiutò e la biografia venne pubblicata, senza però provocare lo scalpore previsto.
Nel 1848 Percy Florence sposò Jane Gibson St John. Il matrimonio fu felice e Mary e Jane si affezionarono l'una all'altra. Mary visse con il figlio e la nuora a Field Place, Sussex, nella vecchia dimora degli Shelley, e a Chester Square a Londra e li accompagnò nei loro viaggi all'estero.
Gli ultimi anni di Mary Shelley furono pesantemente segnati dalla malattia. Dal 1839 soffrì di gravi emicranie e colpi apoplettici in varie parti del corpo che le impedirono di leggere e scrivere. Il 1º febbraio 1851, a Chester Square, morì all'età di cinquantatré anni per quello che venne definito un probabile tumore al cervello.
Mary Shelley aveva chiesto di essere sepolta con suo padre e sua madre; Percy e Jane però definirono "atroce" il cimitero di St Pancras, preferendo invece quello della chiesa di St Peter a Bournemouth, vicino alla loro nuova casa di Boscombe. Nella nuova tomba furono trasferite le ceneri di William Godwin e Mary Wollstonecraft e in seguito anche quelle di Percy e Jane Shelley. Per il primo anniversario della morte di Mary, la coppia decise di aprire il cassetto della sua scrivania. All'interno trovarono le ciocche dei capelli dei suoi figli, un quaderno compilato assieme a Percy e una copia del suo poema Adonais con una pagina ripiegata attorno a un involto di seta contenente le ceneri del cuore di Shelley.

## I temi della sua poetica
(Patrizia Carrano, Le scandalose, 2003)
Scorrendo la vicenda umana di Mary Shelley non si trovano gioie durature: dalla nascita alla maternità, fino all'amore per il suo compagno e sposo sembra ripetersi sempre un identico modello di catastrofe che conduce da un attimo di felicità al precipizio del dramma.
Bimba cresciuta nell'idealizzazione di una madre cui aveva di fatto tolto la vita nascendo, adolescente entrata nel mondo di una sessualità subito associata a maternità luttuose, emarginata per ragioni sociali e politiche, a ventiquattro anni infine vedova dopo il naufragio del marito.
Fa della scrittura il mezzo di sostentamento suo e dell'unico figlio rimastole. Mary scriverà per lo più versi di disperazione e di ricordi laceranti: la caduta tragica nella morte e nella privazione è la sostanza delle sue poesie, da The choice (La scelta) del 1823, che è quasi un poemetto in versi sulla morte dei figli e del marito, a quelle scritte successivamente.
Al suo ritorno da vedova in patria sir Timothy, suo suocero, che non perdonava nemmeno alla memoria del figlio, le pose una serie di divieti come condizione per mantenere una rendita a favore del figlio: non doveva scrivere sul marito, né doveva scrivere lei stessa, e non doveva allontanarsi più dall'Inghilterra. Finché, finalmente, nel 1837 il vecchio baronetto, mutando in parte il suo atteggiamento, comunicò che avrebbe consentito la pubblicazione, con note da lei redatte, delle opere di Percy, purché non si parlasse degli episodi che avrebbero turbato la moralità pubblica e la sensibilità dello stesso sir Timothy.
Nella sua ultima e incompleta opera Mary Shelley parla del trionfo della vita, mentre ne L'ultimo uomo Mary parla del trionfo della morte attraverso la peste che stermina l'umanità.
A ogni modo il rapporto tra lei e Percy fu sempre molto profondo non solo sul piano sentimentale ma anche artistico.

## Opere principali

### Frankenstein
La più nota opera di Mary Shelley è Frankenstein, o il moderno Prometeo, scritto nel 1818. L'idea del romanzo risale al 1816, quando Mary Shelley era in vacanza a Bellerive, nei pressi di Ginevra, in compagnia di suo marito, della sorellastra Claire Clairmont e del loro comune amico Lord Byron, che aveva avuto una relazione con Claire. La stagione era molto piovosa e gli amici, costretti in casa, discutevano a lungo; è da una di queste discussioni sulla letteratura tedesca che la scrittrice ebbe l'idea di un romanzo gotico che raccontasse la creazione di un uomo, senza essere Dio, ma utilizzando un'energia di essenza divina il cui uso era considerato da Plinio il Vecchio un sacrilegio dalle terribili conseguenze. Di qui il sottotitolo "Prometeo moderno" con chiara allusione al mito, tratto da Ovidio, del Titano che aveva dato il fuoco agli uomini. Il gruppo decise di intraprendere una gara letteraria per scrivere una storia sul soprannaturale. Un altro ospite, il dott. John William Polidori, scrisse in quell'occasione Il vampiro, che in seguito avrebbe avuto una forte influenza sul Dracula di Bram Stoker. La storia di Mary si dimostrò di ancora maggior successo ed è oggi generalmente considerata il primo vero romanzo di fantascienza.

### Altre opere
- Mounseer Nongtongpaw or The Discoveries of John Bull in a Trip to Paris, Juvenile Library, 1808
- Storia di un viaggio di sei settimane (History of Six Weeks' Tour through a Part of France, Switzerland, Germany, and Holland, with Letters Descriptive of a Sail round the Lake of Geneva, and of the Glaciers of Chamouni), con il contributo di Percy Bysshe Shelley, 1817
- Matilda, 1819
- Maurice o La capanna del pescatore (Maurice or the Fisher's Coat), 1820
- Valperga (Valperga or The Life and Adventures of Castruccio, Prince of Lucca), 1823
- Posthumous Poems of Percy Bysshe Shelley, 1824
- L'ultimo uomo (The Last Man), 1826, una storia pioniera della fantascienza che narra dell'apocalisse dell'umanità nel XXI secolo, da alcuni considerata la sua opera migliore;
- The Fortunes of Perkin Warbeck, 1830
- Lodore, 1835
- Falkner, 1837
- The Poetical Works of Percy Bysshe Shelley, 1839
- contribuì a  Lives of the Most Eminent Literary and Scientific Men, parte della Lardner's Cabinet Cyclopedia, costituita da saggi sulle vite di molti illustri personaggi (Petrarca, Boccaccio, Goldoni, Cervantes, Molière, Voltaire, Rousseau), 1835-1839
- A zonzo per la Germania e per l'Italia (Rambles in Germany and Italy in 1840, 1842, and 1843), 1844

### Racconti brevi
Mary Shelley non pubblicò mai una vera e propria raccolta dei propri racconti, ma si limitò a scriverli destinandoli a riviste come il The Keepsake. La maggior parte delle storie, a carattere prevalentemente gotico-romantico e politico, sono ambientate in periodi che vanno dal XIX secolo britannico, alla guerra d'indipendenza greca e al XIV secolo italiano.
Lista dei racconti in ordine cronologico:
- Una storia di passioni o la morte di Despina (A Tale of the Passions, or, the Death of Despina). The Liberal 1 (1822): 289–325.
- The Bride of Modern Italy. The London Magazine 9 (1824): 351–363.
- Lacy de Vere. Forget Me Not for 1827. 1826.[149]
- The Convent of Chailot. The Keepssake for MDCCCXXVIII.[150]
- The Sisters of Albano. The Keepsake for MDCCCXXIX. Ed. Frederic Mansel Reynolds. Londra: Pubblicata per il Proprietario, da Hurst, Chance, and Co., e R. Jennings, 1828.
- Ferdinando Eboli (Ferdinando Eboli. A Tale). The Keepsake for MDCCCXXIX. Ed. Frederic Mansel Reynolds. Londra: Pubblicata per il Proprietario, da Hurst, Chance, and Co., e R. Jennings, 1828.
- The Mourner. The Keepsake for MDCCCXXX. Ed. Frederic Mansel Reynolds. Londra: Pubblicata per il Proprietario, da Hurst, Chance, and Co., e R. Jennings, 1829.
- The Evil Eye. A Tale. The Keepsake for MDCCCXXX. Ed. Frederic Mansel Reynolds. Londra: Pubblicata per il Proprietario, da Hurst, Chance, and Co., e R. Jennings, 1829.
- The False Rhyme. The Keepsake for MDCCCXXX. Ed. Frederic Mansel Reynolds. Londra: Pubblicata per il Proprietario, da Hurst, Chance, and Co., e R. Jennings, 1829.
- Metamorfosi (Transformation). The Keepsake for MDCCCXXXI. Ed. Frederic Mansel Reynolds. Londra: Pubblicata per il Proprietario, da Hurst, Chance, and Co., e R. Jennings e Chaplin, 1830.
- The Swiss Peasant. The Keepsake for MDCCCXXXI. Ed. Frederic Mansel Reynolds. Londra: Pubblicata per il Proprietario, da Hurst, Chance, and Co., e R. Jennings e Chaplin, 1830.
- The Dream, A Tale. The Keepsake for MDCCCXXXII. Ed. Frederick Mansel Reynolds. Londra: Pubblicato da Longman, Rees, Orme, Brown, e Green, 1831.
- The Pole. The Court Magazine and Belle Assemblée. 1 (1832): 64–71.
- The Brother and Sister, An Italian Story. The Keepsake for MDCCCXXXIII. Ed. Frederick Mansel Reynolds. Londra: Pubblicato da Longman, Rees, Orme, Brown, Green, e Longman/Parigi: Rittner e Goupill/Francoforte: Charles Jügill, 1832.
- La ragazza invisibile (The Invisible Girl). The Keepsake for MDCCCXXXIII. Ed. Frederick Mansel Reynolds. Londra: Pubblicato da Longman, Rees, Orme, Brown, Green, e Longman/Parigi: Rittner and Goupill/Francoforte: Charles Jũgill, 1832.
- Il mortale immortale (The Mortal Immortal). The Keepsake for MDCCCXXXIV. Ed. Frederick Mansel Reynolds. Londra: Pubblicato da Longman, Rees, Orme, Brown, Green, e Longman/Parigi: Rittner and Goupill/Berlino: A. Asher, 1833.
- The Elder Son. Heath's Book of Beauty. 1835. Ed. Countess of Blessington. Londra: Longman, Rees, Orme, Brown, Green, e Longman/Parigi: Rittner e Goupil/Berlino: A. Asher, 1834.
- The Trial of Love. The Keepsake for MDCCCXXXV. Ed. Frederick Mansel Reynolds. Londra: Pubblicato per Longman, Rees, Orme, Brown, Green, e Longman/Parigi: Rittner and Goupill/Berlino: A. Asher, 1834.
- The Parvenue. The Keepsake for MDCCCXXXVII. Ed. The Lady Emmeline Stuart Wortley. Londra: Pubblicato per Longman, Rees, Orme, Green, e Longman/Parigi: Delloy and Co., 1836.
- The Pilgrims. The Keepsake for MDCCCXXXVIII. Londra: Pubblicato da Longman, Orme, Brown, Green, e Longmans/Parigi: delloy and Co., 1837.
- Eufrasia (Euphrasia, a A Tale of Greece). The Keepsake for MDCCCXXXIX. Ed. Frederic Mansel Reynolds. Londra: Pubblicato per Longman, Orme, Brown, Green, e Longmans/Parigi: Delloy e Co., 1838.
- The Heir of Mondolpho. Appleton's Journal: A Monthly Miscellany of Popular Literature (NY) N.S. 2 (1877): 12–23.

In italiano sono state tradotte poche raccolte dei suoi racconti, la maggior parte dei quali è ancora inedita:
- La sposa dell'Italia moderna e altri racconti, Ladisa, 1993, p. 120. ISBN 8872900700.
- Racconti scelti, Aletheia, Firenze 2002, p. 142. ISBN 888536831X.
- La Ragazza Invisibile, racconti, Barbieri Editore, Taranto 2005, p. 117. ISBN 8875330166.
- Metamorfosi, La Tartaruga edizioni, p. 88. ISBN 887738445X.
- Il segreto di Falkner, Edizioni della Sera, 2017, p. 525, ISBN 9788897139744

Mary Shelley viene ricordata anche per aver rivisto e concluso il racconto Il Polacco della sorellastra Claire Clairmont, tradotto nell'edizione:
- Claire Clairmont e Mary Shelley, Il Polacco, a cura di Miriam Chiaromonte, Vintura Edizioni, Cosenza 2024, ISBN 979-12-81735-05-7.

## Rivalutazione di Mary Shelley
Per decenni l'opera di Mary Shelley rimase molto in ombra, oscurata dalla preminente figura del marito.
La rivalutazione della scrittrice è avvenuta molto lentamente, negli ultimi ciquant'anni, anzitutto nel mondo anglosassone. Frankenstein ha avuto molte traduzioni in italiano dal dopoguerra presso diverse case editrici, ma, ad esempio, Matilda è stato tradotto soltanto nel 1980, L'ultimo uomo (The last man) nel 1996 e addirittura il suo ultimo romanzo, Falkner, pubblicato in italiano nel 2017. Per il resto solo alcune poesie e racconti sono stati tradotti e pubblicati, sparsi in diverse raccolte.

### Approfondimenti
- (EN) Lucy Madox Brown Rossetti, Mrs Shelley, Internet Archive, London, W. H. Allen, Ann Arbor, Michigan: University of Michigan Library, 1890, OCLC 671923469.